# Euphagus
Euphagus är ett litet fågelsläkte i familjen trupialer inom ordningen tättingar. Släktet omfattar endast två nu levande arter som förekommer i norra och västra Nordamerika, vintertid till södra Mexiko:
- Myrtrupial (E. carolinus)
- Prärietrupial (E. cyanocephalus)

Även en förhistorisk art finns beskriven, Euphagus magnirostris, känd från sen Pleistocen. Fossil har hittats i La Brea lagerstätte i Kalifornien, i Talara i nordvästra Peru och i Mene de Inciarte i Venezuela. Den kan ha levt nära megafaunan under Pleistocen och dog ut efter att bestånden av megafaunan kollapsade.